# صموئيل باركر (مبشر)
صموئيل باركر (بالإنجليزية: Samuel Parker)‏ هو مبشر أمريكي، ولد في 23 أبريل 1779 في Ashfield, Massachusetts ‏ في الولايات المتحدة، وتوفي في 21 مارس 1866 في نيويورك في الولايات المتحدة.